# 犬牙錐齒鯛
犬牙錐齒鯛，俗名赤尾冬仔，為輻鰭魚綱鱸形目金線魚科的其中一個種。

## 分布
本魚分布於西太平洋區，包括薩摩亞群島、中國、關島、臺灣、日本、馬來西亞、馬紹爾群島、密克羅尼西亞、帛琉、密克羅尼西亞、菲律賓、東加、越南等海域。

## 深度
水深10至100公尺。

## 特徵
本魚體側扁，略呈紡錘形。體背部為淺灰色，腹部銀白色，體側中央具一條黃色寬縱帶，尾鰭深叉，且上葉較下葉長。背鰭硬棘10枚、軟條9枚；臀鰭硬棘3枚、軟條7枚。體長可達35公分。

## 生態
本魚棲息在礁沙混合區或礁岩外圍沙地上，游泳方式特殊，以一停一動的方式游動，屬肉食性，以小型底棲無脊椎動物為食。

## 經濟利用
可做為食用魚或觀賞魚。